# Prato (agricoltura)

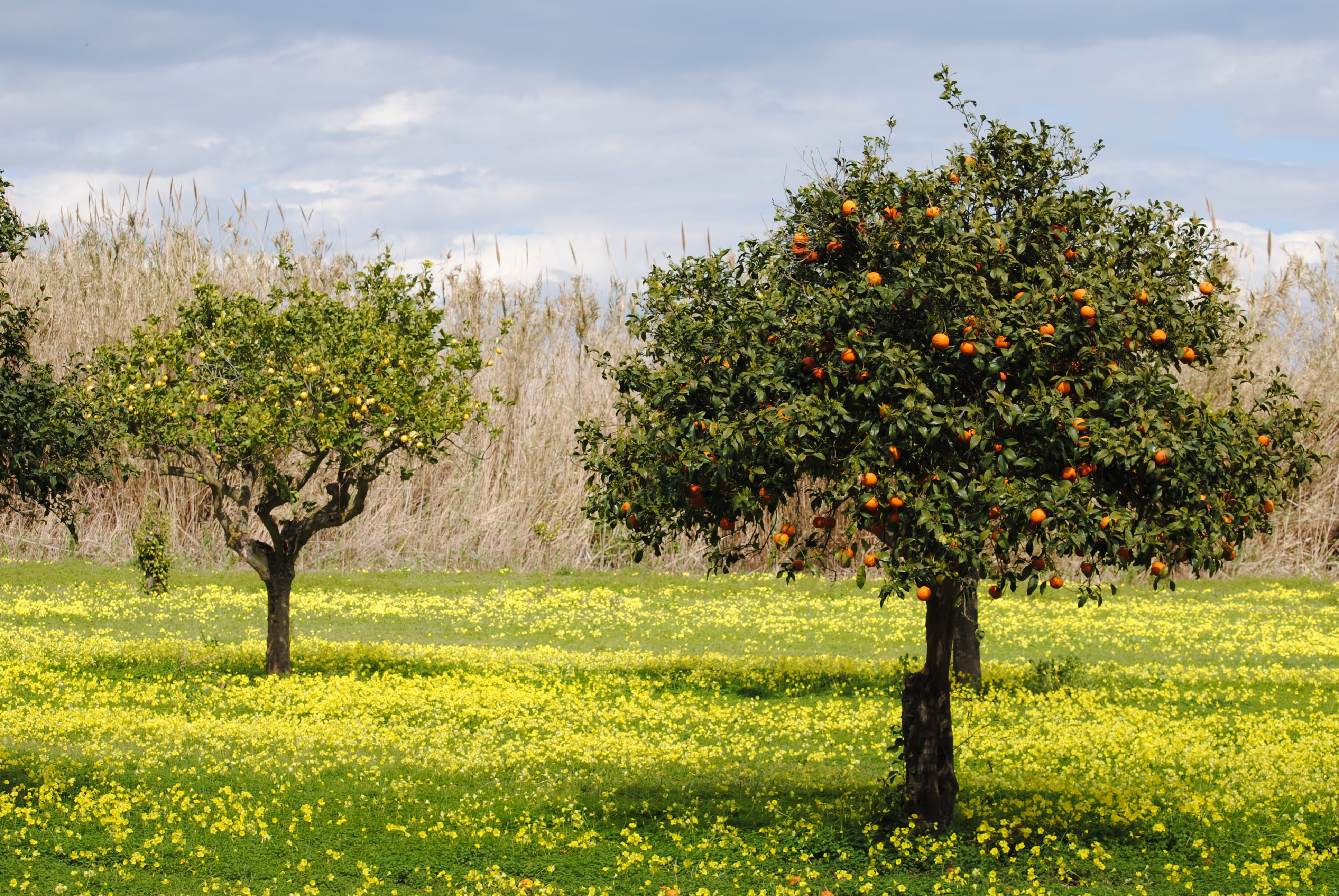
Prato fiorito con alberi di agrumi, in Sicilia.

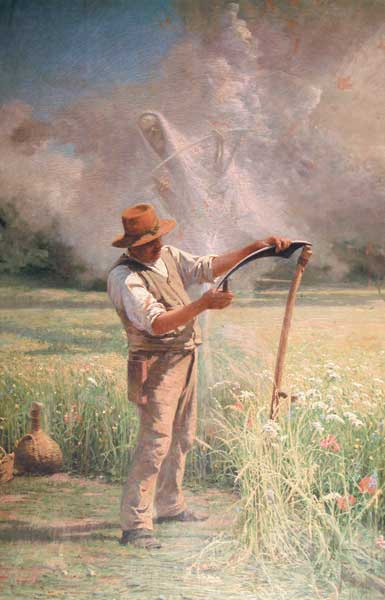
Dipinto di Raffaele Faccioli mostrante un contadino che affila la falce, usata un tempo per falciare l'erba dei prati

Il prato è un terreno agricolo inerbito per più di un anno. Fino ad un anno (un ciclo colturale) si parla invece di erbaio. Nel caso in cui il cotico erboso venga mantenuto per più di 5 anni, si parla di prato stabile o, meglio, prato permanente.
Nella qualificazione colturale effettuata dal catasto, ai fini di determinazione della rendita del fondo, si distinguono 5 tipi di prato: 
1. Il prato propriamente detto è un terreno comunque situato, che produce erba da falciare almeno una volta all'anno;
2. Il prato irriguo[2] è un terreno come il precedente che però fruisce di una irrigazione (non importa se con acqua propria o comunque derivata, e non importa se l'irrigazione sia necessaria alla coltura).
3. Il prato arborato[3] è un terreno come quello del primo caso, ma sul quale insistano alberi o filari di vite, allineati o sparsi, purché il prodotto di questi sia rilevante ai fini del reddito del fondo (attenzione, però: questo reddito non deve prevalere su quello delle colture avvicendate, altrimenti si tratterebbe di vigneto, frutteto, ecc.).
4. Il prato a marcita è un terreno a prato perenne, irrigato con acqua propria o d'affitto anche durante l'inverno e che possa essere falciato subito prima o subito dopo l'inverno.
5. Il prato irriguo arborato[4], a differenza del prato arborato prima descritto, gode di irrigazione ad acqua propria o d'affitto (non rilevando se questa fosse necessaria alla coltura).

## Classificazione

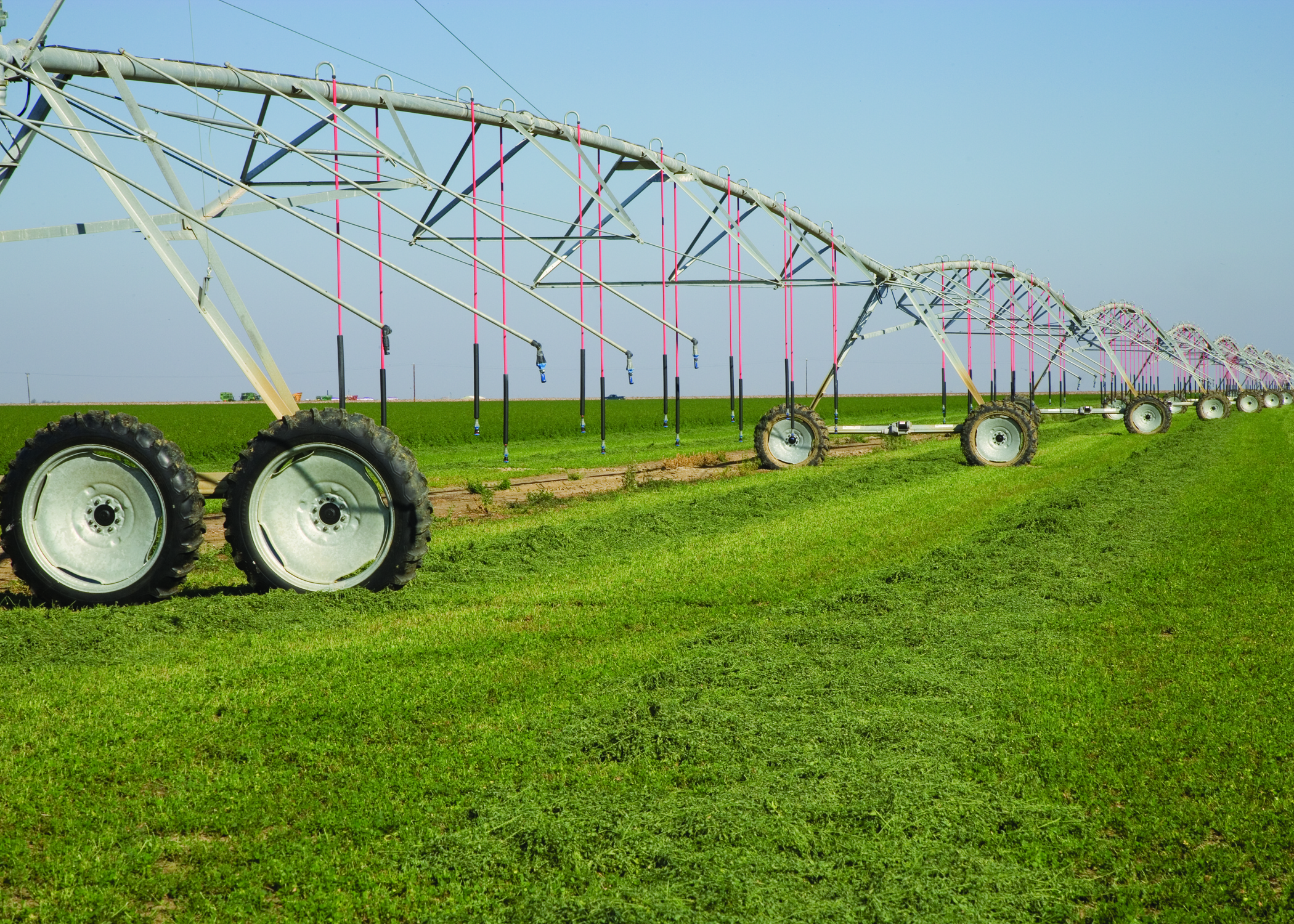
Erba medica irrigata con impianto mobile a perno centrale in California.

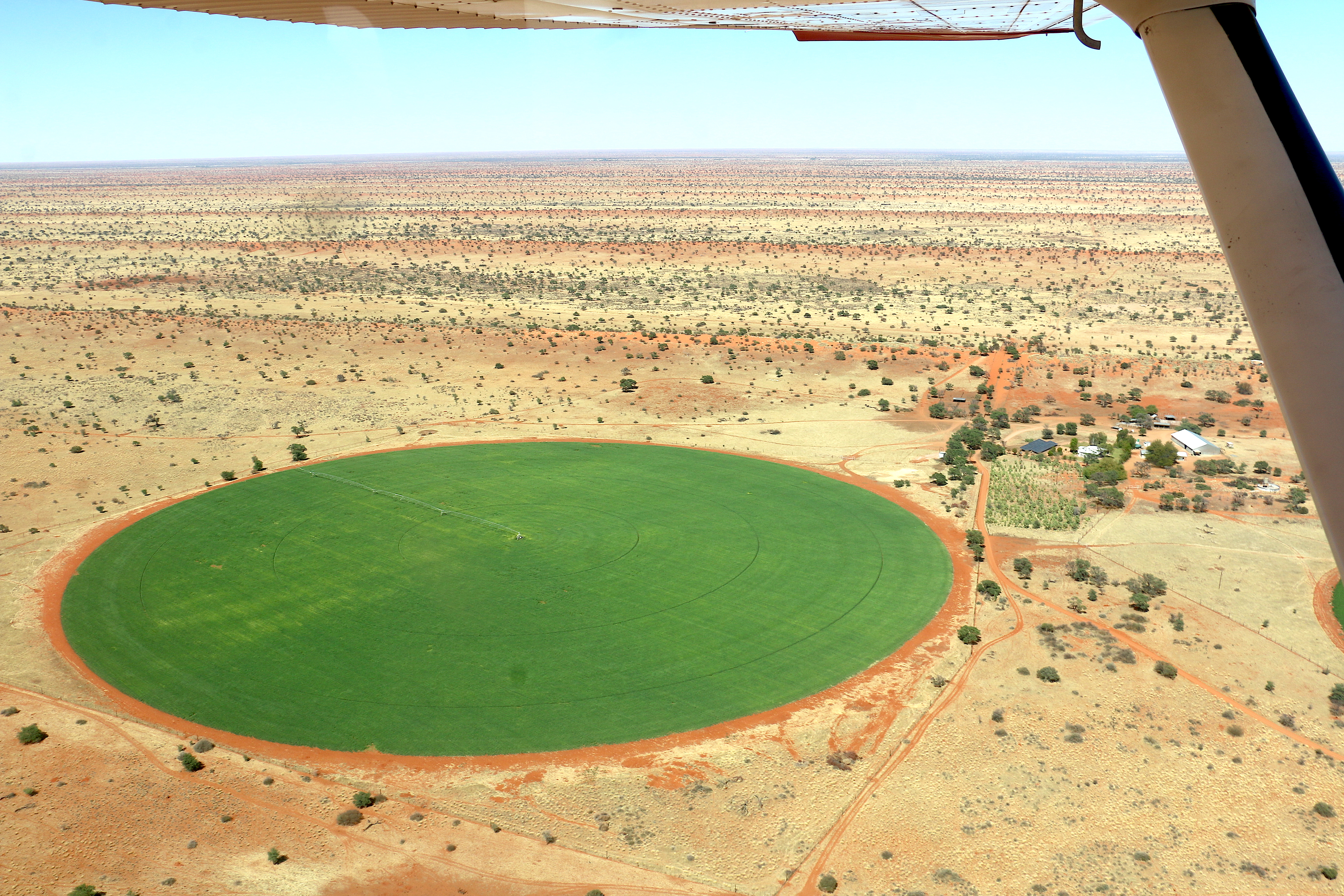
Erba medica irrigata con impianto a perno centrale nel deserto del Kalahari (Namibia).

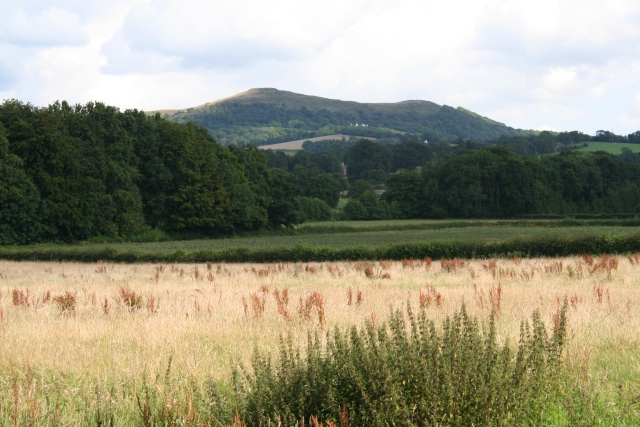
Un prato di fieno non tagliato.

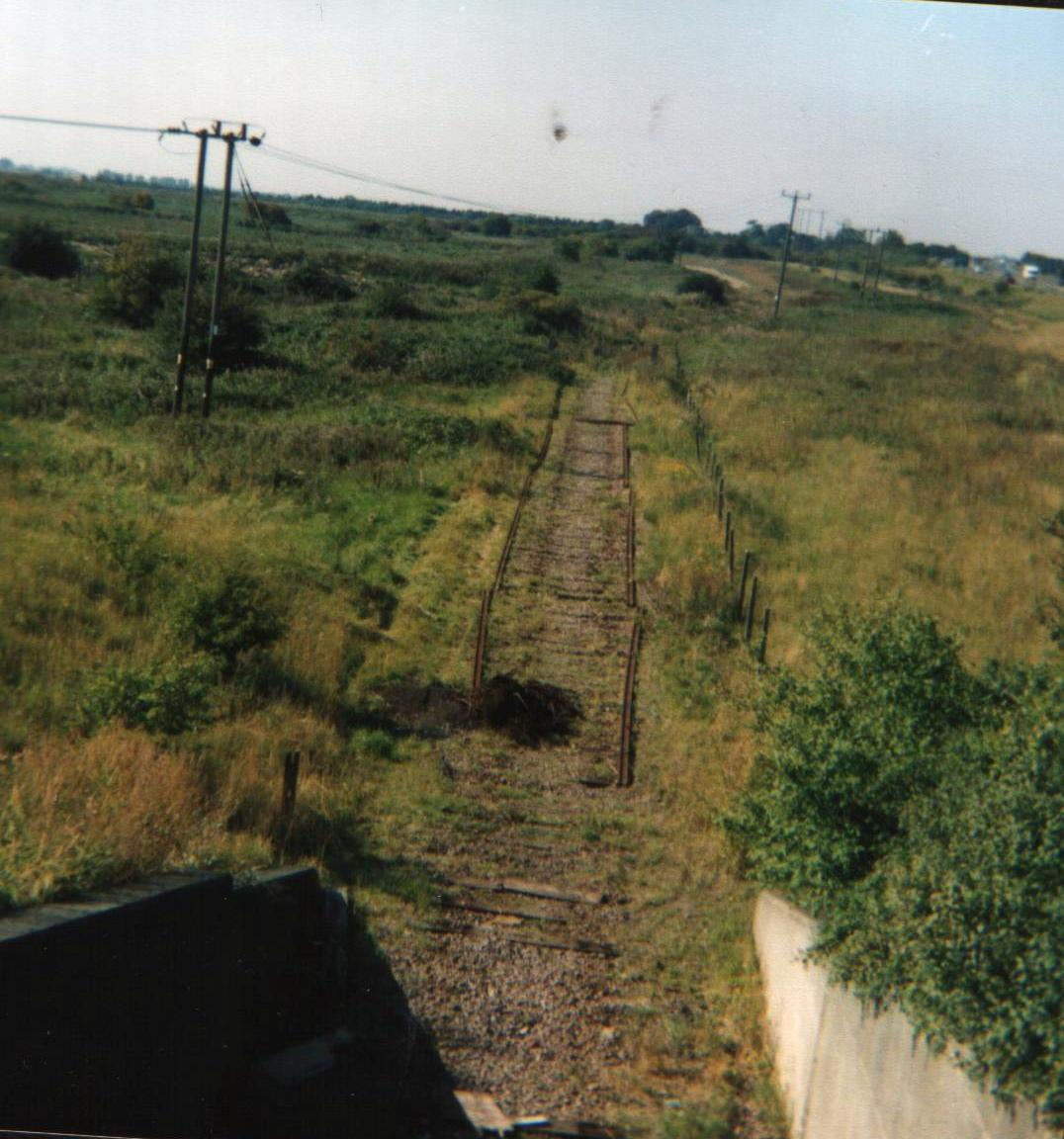
Prato abbandonato in Inghilterra.

### Prati agricoli
In agricoltura, un prato è una prateria che non viene regolarmente pascolata dal bestiame domestico, ma piuttosto lasciata crescere incontrollata per produrre fieno. Le loro radici risalgono all'età del ferro, quando emersero strumenti adeguati per la raccolta del fieno. La capacità di produrre foraggio per il bestiame sui prati ha avuto un vantaggio significativo per la produzione di bestiame, poiché gli animali potevano essere tenuti in recinti, semplificando il controllo sull'allevamento. Le eccedenze nella produzione di biomassa durante l'estate potrebbero essere immagazzinate per l'inverno, prevenendo danni a foreste e praterie in quanto non vi era più la necessità di pascolare il bestiame durante l'inverno.
Soprattutto nel Regno Unito e in Irlanda, il termine prato è comunemente usato nel suo senso originale per indicare un prato da fieno, a significare prateria falciata ogni anno in estate per fare il fieno. I prati agricoli sono tipicamente campi di pianura o di montagna su cui crescono fieno o erbe da pascolo da semi autoprodotti o seminati a mano. I tradizionali prati da fieno erano una volta comuni nella Gran Bretagna rurale, ma ora sono in declino. Il professore ecologista John Rodwell afferma che nell'ultimo secolo l'Inghilterra e il Galles hanno perso circa il 97% dei loro prati da fieno. Meno di 15.000 ettari delle praterie di pianura rimane nel Regno Unito e la maggior parte dei siti è relativamente piccola e frammentata. Il 25% dei prati del Regno Unito si trova nel Worcestershire, con Foster's Green Meadow gestito dal Worcestershire Wildlife Trust.
Un concetto simile al prato da fieno è il pascolo, che differisce dal prato in quanto viene pascolato durante l'estate, piuttosto che essere lasciato crescere e periodicamente tagliato per il fieno. Un pascolo può anche riferirsi a qualsiasi terreno utilizzato per il pascolo, e in questo senso più ampio il termine si riferisce non solo al pascolo erboso ma anche ad habitat come brughiera, landa e silvopastorizia. Il termine prateria è usato per descrivere sia prati da fieno che pascoli erbosi.
Le pratiche agricole specifiche in relazione al prato possono assumere diverse espressioni. Come accennato, possono includere della produzione di fieno o di fornire cibo per il pascolo del bestiame e del bestiame ma anche per dare spazio ai frutteti o alla produzione di miele. I prati sono incorporati e dipendono da una complessa rete di condizioni socio-culturali per il loro mantenimento. Storicamente, sono emersi per aumentare l'efficienza agricola quando si sono resi disponibili gli strumenti necessari. Oggi le pratiche agricole sono cambiate e i prati hanno in gran parte perso il loro scopo originario. Eppure oggi sono apprezzati per la loro estetica e le loro funzioni ecologiche. Di conseguenza, la Politica Agricola Comune dell'Unione Europea sovvenziona la loro gestione, principalmente attraverso il pascolo.

### Prati di transizione
Un prato di transizione si verifica quando un campo, un pascolo, un terreno agricolo o altro terreno sgomberato non viene più tagliato o pascolato e inizia a mostrare una crescita rigogliosa, che si estende alla fioritura e all'auto-semina delle sue specie di erba e fiori selvatici. La condizione è però solo temporanea, perché le erbe finiscono per ombreggiare quando le sterpaglie e le piante legnose (una pianta che produce legno come tessuto strutturale e quindi ha un fusto duro) si insediano, preludendo al ritorno allo stato di pieno bosco. Uno stato di transizione può essere mantenuto artificialmente attraverso un sistema a doppio campo, in cui si alternano terreni coltivati e prati per un periodo di 10-12 anni ciascuno.
Nel Nord America prima della colonizzazione europea, gli algonchini, gli irochesi e altri popoli nativi americani disboscavano regolarmente aree di foresta per creare prati di transizione dove cervi e selvaggina potevano trovare cibo ed essere cacciati. Ad esempio, alcuni dei prati odierni hanno avuto origine migliaia di anni fa, a causa di regolari incendi da parte dei nativi americani.

### Prati perpetui
Un prato perpetuo, chiamato anche prato naturale, è quello in cui i fattori ambientali, come le condizioni climatiche e del suolo, sono favorevoli alle erbe perenni e limitano indefinitamente la crescita delle piante legnose.

### Prato urbano
In epoca moderna, le aree urbane sono state considerate potenziali siti di conservazione della biodiversità. Si ritiene che i prati urbani promuovano maggiori rifugi per le comunità vegetali e animali. I prati urbani richiedono una gestione intensiva che aumenta il rischio per certi animali di perdere il loro habitat, soprattutto a causa della frequenza di taglio. La riduzione della frequenza di falciatura ha dimostrato di indurre un chiaro effetto positivo sulla diversità della comunità vegetale.

## Intervento umano
I prati concepiti artificialmente o culturalmente emergono e richiedono continuamente l'intervento umano per persistere e prosperare. In molti luoghi, le popolazioni naturali e incontaminate di grandi pascolatori in libertà sono estinte o molto limitate a causa delle attività umane. Ciò riduce o rimuove la loro influenza naturale sull'ecologia circostante e fa sì che i prati vengano creati o mantenuti solo dall'intervento umano. I prati esistenti potrebbero potenzialmente e gradualmente diminuire, se non mantenuti dalle pratiche agricole. L'umanità ha influenzato l'ecologia e il paesaggio per millenni in molte parti del mondo, quindi a volte può essere difficile distinguere ciò che è naturale e ciò che è culturale. I prati ne sono un esempio. Tuttavia, i prati sembrano essere stati storicamente sostenuti da grandi pascolatori presenti in natura, che hanno tenuto sotto controllo la crescita delle piante e hanno mantenuto lo spazio sgombrato.
Poiché l'agricoltura estensiva come il pascolo sta diminuendo in alcune parti del mondo, il prato è in pericolo come habitat. Numerosi progetti di ricerca tentano di ripristinare gli habitat naturali dei prati reintroducendo grandi pascolatori naturali.
Alcune organizzazioni ambientaliste raccomandano di convertire i prati in prati interrompendo o riducendo la falciatura. Sostengono che i prati possono preservare meglio la biodiversità, l'acqua, ridurre l'uso di fertilizzanti. Ad esempio, nel 2018 le organizzazioni ambientaliste con il sostegno del Department for Environment Food and Rural Affairs of England, preoccupate per il calo del numero di api in tutto il mondo, nel primo giorno della Bees' Needs Week 2018 (9-15 luglio) danno qualche raccomandazione su come conservare le api. Le raccomandazioni includono 1) coltivare fiori, arbusti e alberi, 2) lasciare che il giardino cresca selvaggio, 3) tagliare l'erba meno spesso, 4) lasciare da soli nidi di insetti e punti di ibernazione e 5) usare un'attenta considerazione con i pesticidi.

### Impatto del turismo
È stato notato che l'impatto dell'attività umana aumenta il degrado del suolo dei prati. Ad esempio, a causa delle attività sciistiche e dell'urbanizzazione, è stato notato che i prati della città di Zakopane, in Polonia, hanno alterato la composizione del suolo. Il materiale organico del suolo era svanito ed è stato influenzato dalle sostanze chimiche dell'acqua di scioglimento artificiale proveniente dai macchinari per la neve e per lo sci.

## Prati e cambiamento climatico

### Conseguenze ecologiche
I cambiamenti climatici influiscono sui modelli di precipitazione della temperatura in tutto il mondo. Gli effetti sono molto diversi a livello regionale, ma generalmente le temperature tendono ad aumentare, i manti nevosi tendono a sciogliersi prima e molti luoghi tendono a diventare più secchi. Molte specie rispondono a questi cambiamenti spostando lentamente il loro habitat verso l'alto. L'aumento dell'elevazione diminuisce le temperature medie e quindi consente alle specie di mantenere in gran parte il loro habitat originale. Un'altra risposta comune alle mutate condizioni ambientali sono gli adattamenti fenologici. Questi includono cambiamenti nei tempi di germinazione o fioritura. Altri esempi includono ad esempio il cambiamento dei modelli di migrazione degli uccelli di passaggio. Questi adattamenti sono principalmente influenzati da tre driver:
- Aumento della temperatura
- Modifica dei modelli di precipitazione
- Manto nevoso ridotto e anticipato scioglimento

Nei prati, essendo l'acqua risultata tanto più scarsa, ciò implica minore umidità per le piante. Le piante fiorite non si sviluppano molto e quindi non danno molto cibo alle creature. Questi tipi di cambiamenti nelle piante potrebbero influenzare la popolazione di bufali così come numerose altre creature, inclusi gli insetti.

#### Effetti di temperature più elevate
In risposta ai cambiamenti di temperatura, le piante da fiore possono rispondere attraverso cambiamenti spaziali o temporali. Gli spostamenti spaziali si riferiscono alla migrazione verso aree più fredde, spesso ad altitudini più elevate. Uno spostamento temporale significa che una pianta può alterare la sua fenologia per fiorire in un periodo diverso dell'anno. Spostandosi verso l'inizio della primavera o il tardo autunno possono ripristinare le precedenti condizioni di temperatura. Questi adattamenti sono limitati. Gli spostamenti spaziali possono essere difficili se le aree sono già abitate da altre specie o quando la pianta dipende da una specifica idrologia o tipo di suolo. Altri autori hanno dimostrato che temperature più elevate possono aumentare la biomassa totale, ma gli shock termici e l'instabilità sembrano avere impatti negativi sulla biodiversità. Questo sembra essere il caso anche delle specie pluriennali, che in precedenza erano ritenute avere un effetto tampone sugli eventi meteorologici estremi.

#### Effetti del cambiamento dei modelli di precipitazione
Esiste una varietà di regimi idrologici per i prati, che vanno dal secco all'umido, ognuno dei quali produce diverse comunità vegetali adattate al rispettivo fornitore di acqua. Uno spostamento dell'andamento delle precipitazioni ha effetti molto diversi, a seconda del tipo di prato. I prati secchi o umidi sembrano essere piuttosto resistenti al cambiamento, poiché un moderato aumento o diminuzione delle precipitazioni non ne altera radicalmente la loro natura. Nel frattempo, i prati mesici, con un apporto idrico moderato, cambiano la loro natura in quanto è più facile portarli a un regime diverso. I prati aridi in particolare sono minacciati dall'invasione di arbusti e altre piante legnose e da una diminuzione della prevalenza di forbici da fiore, mentre i siti idrici tendono a perdere specie legnose. A causa degli strati superiori più asciutti del suolo, le piante con radici poco profonde hanno difficoltà a ottenere abbastanza acqua. Le piante legnose, contrariamente ai loro apparati radicali più bassi, possono ancora estrarre l'acqua immagazzinata negli strati inferiori del suolo e sono in grado di sostenersi durante periodi di siccità più lunghi con le loro riserve idriche immagazzinate. A lungo termine, il cambiamento dei regimi idrologici potrebbe anche facilitare l'insediamento di specie invasive che potrebbero adattarsi meglio alle nuove condizioni. Gli effetti sono già abbastanza visibili, un esempio è la sostituzione dei prati alpini nell'Himalaya meridionale con arbusti. Il cambiamento climatico sembra essere un motore importante di questo processo. Al contrario, inverni più umidi potrebbero aumentare la biomassa totale, ma favorire specie già competitive. Danneggiando piante specializzate e promuovendo la prevalenza di specie più generaliste, modelli di precipitazioni più instabili potrebbero anche ridurre la biodiversità ecologica.

#### Effetti della riduzione del manto nevoso
Le coperture nevose sono direttamente correlate ai cambiamenti di temperatura, precipitazioni e copertura nuvolosa. Tuttavia, i cambiamenti nei tempi dello scioglimento delle nevi sembrano essere, in particolare nelle regioni alpine, un importante determinante per le risposte fenologiche. Ci sono anche dati che suggeriscono che l'impatto dello scioglimento della neve è persino maggiore del solo riscaldamento. Tuttavia, i primi non sono uniformemente positivi per le piante, poiché l'umidità iniettata attraverso lo scioglimento della neve potrebbe mancare nel corso dell'anno. Inoltre, potrebbe consentire periodi più lunghi di predazione dei semi. Problematica è anche la mancanza del manto nevoso isolante, le gelate primaverili potrebbero avere un impatto negativo maggiore.

#### Effetti sulle comunità ecologiche
Tutti i driver sopra menzionati danno origine a risposte della comunità complesse e non lineari. Queste risposte possono essere districate osservando insieme più fattori climatici e specie. Poiché specie diverse mostrano vari gradi di risposte fenologiche, la conseguenza è un cosiddetto riassemblaggio fenologico, in cui la struttura dell'ecosistema cambia radicalmente. Le risposte fenologiche nei periodi di fioritura di alcune piante potrebbero non coincidere con i cambiamenti fenologici dei loro impollinatori oppure i periodi di crescita delle comunità vegetali che dipendono l'una dall'altra potrebbero iniziare a divergere. Uno studio sui prati nelle Montagne Rocciose ha rivelato l'emergere di un periodo di mezza stagione con poca attività floreale. Nello specifico, lo studio ha identificato che il tipico picco floreale di metà estate era composto da diversi picchi consecutivi nei sistemi di prato secco, mesico e umido. Le risposte fenologiche al cambiamento climatico fanno divergere questi picchi distinti, portando a un divario durante la metà dell'estate. Ciò rappresenta una minaccia per gli impollinatori che fanno affidamento su una fornitura continua di risorse floreali. Poiché le comunità ecologiche sono spesso altamente adattate alle circostanze locali che non possono essere riprodotte ad altitudini più elevate, Debinski e altri descrivono i cambiamenti a breve termine osservati sui prati "come uno spostamento nel mosaico della composizione del paesaggio".

### Riassemblaggio fenologico
Gli animali così come le piante stanno cambiando rapidamente al riscaldamento globale antropogenico, e il numero di individui, l'occupazione dell'habitat, il cambiamento dei cicli riproduttivi sono le strategie per adattarsi a queste gravi e imprevedibili alterazioni dell'ambiente. I diversi tipi di prati in tutto il pianeta sono diverse comunità di piante (piante perenni e annuali) che interagiscono costantemente tra loro per sopravvivere e riprodursi. Il tempo e la durata della fioritura sono uno dei riassemblaggi fenologici guidati da molti fattori diversi come lo scioglimento della neve, la temperatura e l'umidità del suolo per citarne alcuni. Tutti i cambiamenti che una pianta o un animale possono subire dipendono dalla topografia dell'habitat, dall'altitudine e dalla latitudine di un organismo specifico.
La fenologia della fioritura è una delle caratteristiche più importanti della pianta per sopravvivere a qualsiasi tipo di avversità. Grazie a diverse tecniche moderne e a un costante monitoraggio possiamo assicurare quale strategia ecologica stanno utilizzando le piante per moltiplicare la loro specie. Nei prati alpini del Tibet orientale sono state osservate note differenze e somiglianze tra piante annuali e perenni. Dove la data del picco di fioritura delle piante perenni era direttamente proporzionale alla durata e inversamente proporzionale nelle piante annuali. Questa è solo una quantità limitata di molte relazioni sulla fenologia e sui tratti funzionali che interagiscono con l'ambiente per sopravvivere.

### Condizioni meteorologiche estreme
Il cambiamento climatico sta aumentando le temperature in tutto il mondo e le regioni boreali sono più suscettibili a subire cambiamenti notevoli. È stato condotto un esperimento per monitorare la reazione delle piante dei prati alpini artici a diversi modelli di aumento delle temperature. Questo esperimento si è basato su piante vascolari che vivono in ambienti artici e subartici all'interno di tre diversi livelli di vegetazione: strato della chioma, strato inferiore e gruppi funzionali. È fondamentale tenere presente che queste piante di solito condividono lo spazio e interagiscono costantemente con briofite, licheni, artropodi, animali e molti altri organismi. Il risultato è stato un chiaro adattamento di un modello costante che le piante hanno riconosciuto e hanno avuto il tempo di raggiungere l'acclimatazione termica, il che significa che hanno ottenuto un guadagno netto di carbonio intensificando la fotosintesi e aumentando leggermente la respirazione grazie a un clima più caldo per un periodo di tempo ragionevole. Tuttavia le piante che subiscono cambiamenti di qualsiasi tipo (non solo l'aumento e la diminuzione della temperatura) in un breve periodo di tempo hanno maggiori probabilità di morire perché non hanno avuto abbastanza tempo per raggiungere l'acclimatazione termica.

### Restauri di prati

#### Stoccaggio del carbonio nei prati
I prati possono fungere da sostanziali pozzi e fonti di carbonio organico, trattenendone grandi quantità nel suolo. I flussi di carbonio dipendono principalmente dal ciclo naturale di assorbimento ed efflusso di carbonio, che interagisce con le variazioni stagionali (ad es. stagione di non crescita rispetto a stagione di crescita). L'ampia gamma di sottotipi di prato ha a sua volta attributi diversi (come le configurazioni delle piante) che influenzano la capacità dell'area di agire come pozzi; Le praterie di fanerogame marine sono per un istante identificate come alcuni dei pozzi più importanti nel ciclo globale del carbonio. Nel caso delle praterie di posidonia, l'aumento della produzione di altri gas serra (CH4 e N2O) si verifica ma l'effetto complessivo stimato si traduce in una compensazione dell'emissione totale. Nel frattempo, un driver abituale della perdita dei prati (ad eccezione delle alterazioni dirette dovute allo sviluppo umano) è il cambiamento climatico, con conseguente aumento delle emissioni di carbonio e sollevando il tema dei progetti di ripristino che in alcuni casi hanno portato a ripristini avviati dei prati (ad esempio il prato di Zostera marina in Virginia).

#### Degrado delle praterie
Laddove si è verificato il degrado dei prati, possono verificarsi alterazioni significative dell'efflusso di anidride carbonica durante la stagione non vegetativa. Sia il cambiamento climatico che il pascolo eccessivo contribuiscono al degrado. Come esemplificato dal prato alpino delle zone umide sull'altopiano tibetano del Qinghai, c'è il potenziale di essere una fonte moderata di CO2 e un serbatoio di carbonio, a causa dell'elevato contenuto organico del suolo e della bassa decomposizione. Quanto più si quantificano le dinamiche, però, tanto più tangibili diventano gli effetti del degrado. È stata osservata una forte connessione tra il degrado dei terreni erbosi e la perdita di carbonio del suolo, indicando che il rilascio di anidride carbonica è stimolato da questo evento. Ciò indica successivamente un potenziale di mitigazione del cambiamento climatico (un'azione per limitare il cambiamento climatico riducendo le emissioni di gas serra o rimuovendo tali gas dall'atmosfera) ripristinando i prati degradati.

#### Cap-and-trade
Essendo una regolazione delle emissioni basata sul mercato, il sistema cap-and-trade (che consiste nella determinazione di un tetto massimo di emissioni nocive consentite) può in alcuni casi incorporare progetti di ripristino per la mitigazione del clima. Ad esempio, il programma cap-and-trade in California sta esaminando come i ripristini dei prati possono essere incorporati nel loro sistema di riduzione delle emissioni di carbonio. Gli studi preliminari, come illustrato da Audubon, indicano il potenziale di immagazzinare una quantità sostanzialmente maggiore di carbonio nel suolo rispetto ai prati degradati, aumentando al contempo la biodiversità locale.